# Exoprosopa referta
Exoprosopa referta är en tvåvingeart som beskrevs av Mario Bezzi 1924. Exoprosopa referta ingår i släktet Exoprosopa och familjen svävflugor. Inga underarter finns listade i Catalogue of Life.